# Османов, Авет Артурович
Авет Артурович Османов (6 мая 1987) — российский тхэквондист.

## Карьера
Родился и вырос в Северной Осетии. Участник нескольких международных турниров. Трёхкратный чемпион России. В августе 2011 года стал бронзовым призёром Универсиады в Китае.